# Thomas Frühmann
Thomas Frühmann (ur. 23 stycznia 1953 w Wiedniu) – austriacki jeździec sportowy. Srebrny medalista olimpijski z Barcelony.
Specjalizował się w skokach przez przeszkody. Igrzyska w 1992 były jego drugimi igrzyskami olimpijskimi, w igrzyskach brał udział także szesnaście lat wcześniej. Po srebro sięgnął w drużynie. Wspólnie z nim tworzyli ją Boris Boor, Jörg Münzner oraz Hugo Simon. Startował wówczas na koniu Genius. 